# Septonema leptaleum
Septonema leptaleum är en svampart som först beskrevs av Job Bicknell Ellis, och fick sitt nu gällande namn av S. Hughes 1953. Septonema leptaleum ingår i släktet Septonema, klassen Dothideomycetes, divisionen sporsäcksvampar och riket svampar.   Inga underarter finns listade i Catalogue of Life.